# Poblado de Algar
Poblado de Algar es un pueblo rural perteneciente al municipio de Carcabuey. Está situado en el sur de la provincia de Córdoba, dentro del Parque natural de las Sierras Subbéticas.
- Datos: Q5406211